# Tristan de Lange
Tristan de Lange, né le 15 juin 1997, est un coureur cycliste namibien, spécialiste du VTT.

## Palmarès sur route

### Par année
- 2012
  -  Champion de Namibie sur route cadets
  - 2e du championnat de Namibie du contre-la-montre cadets
- 2013
  -  Champion de Namibie sur route cadets
  -  Champion de Namibie du contre-la-montre cadets
- 2015
  -  Champion de Namibie sur route juniors
  -  Champion de Namibie du contre-la-montre juniors
  -  Médaillé de bronze du championnat d'Afrique du contre-la-montre par équipes juniors
- 2020
  - 2e du championnat de Namibie sur route
- 2021
  - 2e du championnat de Namibie sur route
- 2023
  -  Champion de Namibie sur route

### Classements mondiaux
| Année                                 | 2019  | 2020 | 2021  | 2022 | 2023  |
| ------------------------------------- | ----- | ---- | ----- | ---- | ----- |
| Classement mondial                    | 2231e | 503e | 1190e | nc   | 1113e |
| UCI Africa Tour                       | 129e  | 13e  | 52e   | nc   | 59e   |
|                                       |       |      |       |      |       |
| Légende : nc = non classéSource : UCI |       |      |       |      |       |

## Palmarès en VTT

### Championnats d'Afrique
- Musanze 2015
  -  Champion d'Afrique de cross-country juniors
- Lesotho 2016
  -  Champion d'Afrique de cross-country par équipes (avec Michelle Vorster, Costa Seibeb et Herbert Peters)
- Bel Ombre 2017
  -  Champion d'Afrique de cross-country espoirs
- Le Caire 2018
  -  Médaillé d'argent du cross-country espoirs

### Jeux africains
- Casablanca 2019
  -  Médaillé d'or du cross-country
  -  Médaillé d'or du cross-country marathon

### Championnats nationaux
| - 2014 - Champion de Namibie de cross-country juniors - 2015 - Champion de Namibie de cross-country juniors - 2016 - Champion de Namibie de cross-country espoirs - 2018 - Champion de Namibie de cross-country - Champion de Namibie de cross-country marathon - 2019 - 2e du championnat de Namibie de cross-country | - 2020 - 2e du championnat de Namibie de cross-country - 2022 - 2e du championnat de Namibie de cross-country marathon - 2023 - 3e du championnat de Namibie de cross-country short track - 2024 - 2e du championnat de Namibie de cross-country |  |